# Arne Sørensen (football)
Ne doit pas être confondu avec Arne Sørensen (homme politique).
Pour les articles homonymes, voir Sørensen.
Arne Sørensen (né le 27 novembre 1917 - mort le 1er mai 1977) était un footballeur danois.

## Biographie

### En club
Ce milieu de terrain a joué au B1903 Copenhague et au B 93 Copenhague avant de jouer en France au Stade français puis au FC Nancy.

### En sélection
Il a obtenu 30 sélections et marqué 4 buts en équipe du Danemark entre 1937 et 1946.